# Acanthocinus sinensis
Acanthocinus sinensis är en skalbaggsart som beskrevs av Maurice Pic 1916. Acanthocinus sinensis ingår i släktet Acanthocinus och familjen långhorningar. Inga underarter finns listade i Catalogue of Life.